# سیارک ۵۸۳۷۳
سیارک ۵۸۳۷۳ (به انگلیسی: 58373 Albertoalonso، نامگذاری:1995SR) پنجاه و هشت هزار و سیصد و هفتاد و سومین سیارک کشف شده‌است که در ۱۹ سپتامبر ۱۹۹۵ کشف شد.